# Ganajtúrófélék
A ganajtúrófélék vagy ganéjtúrófélék (Scarabaeidae) a bogarak (Coleoptera) rendjének és a mindenevő bogarak (Polyphaga) alrendjének egy családja.
A családot a régebbi rendszertanok a lemezescsápú bogarak (Lamellicornia) családjának részeként kezelték, ezt azonban a Scarabaeiformia alrendág több jelenlegi családjára osztották.

## Származásuk, elterjedésük
A család kozmopolita (az egész földön elterjedt); rendkívül fajgazdag.

## Megjelenésük, felépítésük
A családba egyaránt tartoznak apró és óriás termetű fajok. Testük többnyire zömök. Csápjuk többé-kevésbé térdes; a csápok tőíze rövid, bunkója az egyik oldalra megnyúlva leveles vagy legyező, fésű alakúan lemezes. A lemezek lehetnek merevek vagy szétterpeszthetőek. Az első csápíz hosszabb a többinél. Elülső lábaik (különösen a nőstényeké) ásásra alkalmasok. Lábfejük ötízes.
Gyenge lábú, vaskos, C alakban görbült lárváik a pajorok.

## Életmódjuk
Trágyában, fákon és bokrokon, virágokon, a földben vagy korhadó fában élnek. A pajorok rendszerint a földben élnek, és a növények gyökereit rágják, így kártevőkké is válhatnak.

## Ismertebb fajok
- Aranyos rózsabogár (Cetonia aurata) (Linnaeus, 1761)
- Bundásbogár (Tropinota hirta) (Burmeister, 1842)
- Orrszarvúbogár (Oryctes nasicornis) (Linnaeus, 1758)
- Herkulesbogár (Dynastes hercules) (Linnaeus, 1758)
- Pompás virágbogár (Protaetia speciosissima) (Scopoli, 1786)